# Yannick Weber
Yannick Weber (Morges, 23 settembre 1988) è un hockeista su ghiaccio svizzero, gioca nel ruolo di difensore nella National Hockey League per i Vancouver Canucks.

## Carriera

### Club
Weber iniziò la carriera professionistica nella nativa Svizzera, nella formazione del SC Langenthal, militante in Lega Nazionale B, con cui disputò la stagione 2005-2006. Nell'estate del 2006 si trasferì in Canada presso la formazione dei Kitchener Rangers, nella Ontario Hockey League. Nelle due stagioni disputate con i Rangers Weber mise a segno 96 punti nel corso della stagione regolare, oltre ad altri 26 punti nei playoff. Nella stagione 2007-08, la sua ultima con i Rangers, contribuì alla conquista della quarta J. Ross Robertson Cup, oltre alla finale poi persa della Memorial Cup.
I Montreal Canadiens, dopo aver selezionato Weber nel NHL Entry Draft 2007 in 73ª posizione assoluta, esercitarono la propria opzione su Weber con un contratto "entry-level", destinato agli esordienti, nell'estate del 2008. La maggior parte delle due stagioni successive furono disputate presso gli Hamilton Bulldogs, la formazione affiliata ai Canadiens in American Hockey League, mentre con la maglia di Montreal disputò solamente 11 incontri, con una rete e due assist.
Weber mise a segno la sua prima rete in NHL nel corso dei playoff del 2009, il 20 aprile, contro il portiere Tim Thomas dei Boston Bruins. La prima rete invece di Weber nel corso della stagione regolare arrivò il 9 febbraio 2011, ancora una volta contro Tim Thomas, mentre nei playoff dello stesso anno segnò altre due reti contro Boston. Al termine delle sue prime tre stagioni in NHL Weber mise a segno quattro reti, tutte quante contro l'estremo difensore dei Bruins.
Al termine della stagione 2010-2011 la dirigenza dei Canadiens annunciò il prolungamento del contratto di Weber per altri due anni, fino al 2013. Nel corso del lockout della NHL nella stagione 2012-13 fece ritorno in Svizzera nella Lega Nazionale A con la maglia del Ginevra-Servette. Dopo essere ritornato in NHL nell'estate del 2013 Weber firmò un contratto annuale con i Vancouver Canucks.

### Nazionale
Weber entrò nel giro della nazionale rosso-crociata nella selezione Under-18, in occasione del mondiale del 2005 in Repubblica Ceca, conquistando poi l'anno successivo la promozione nel Gruppo A. Weber giocò dal 2006 al 2009 tre edizioni del Campionato mondiale di hockey su ghiaccio Under-20; nell'edizione del 2008 mise a segno 6 punti in altrettante partite. Weber esordì con la nazionale maggiore nel mondiale casalingo nel 2009. L'anno successivo invece Weber fu convocato per disputare il torneo olimpico alle Olimpiadi di Vancouver, disputando cinque incontri.

## Palmarès

### Club
- Ontario Hockey League: 1

Kitchener: 2007-2008

### Nazionale
- Campionato mondiale di hockey su ghiaccio Under-18 - Prima Divisione: 1

Ungheria 2006

### Individuale
- OHL Second All-Rookie Team: 1

2006-2007
- OHL Second All-Star Team: 1

2007-2008
- AHL All-Star Classic: 1

2009
- Maggior numero di gol per un difensore al Campionato mondiale U20: 1

Rep. Ceca 2008 (2 reti)
- Maggior numero di punti per un difensore al Campionato mondiale U20: 1

Rep. Ceca 2008 (6 punti)